# Kanybek Isakov
Kanybek Abdouvassitovitch Isakov (kirghize : Каныбек Абдуваситович Исаков, né le 4 juin 1969 à Jangy-Nookat et mort le 12 novembre 2020 à Bichkek) est un universitaire et homme politique kirghiz.

## Biographie
Professeur de philologie à l'université d'État d'Osh depuis 1993, Isakov passe une large portion de sa carrière à gravir les échelons dans cette université. Il atteint le poste de recteur de l'université en 2011, poste qu'il garde jusqu'à sa nomination au poste de ministre de l'Éducation et de la Science en 2019. En plus de sa carrière académique, il est éditeur en chef du journal Nur en 1995.
La carrière politique d'Isakov ne débute pas avec sa nomination au ministère. Avant sa nomination, il siège au conseil de ville d'Och sous la bannière du parti social-démocrate. À la suite de la démission de Gulmira Kudaiberdiyeva, il entre au gouvernement le 11 septembre 2019. Son programme inclut alors la production de manuels scolaires de meilleure qualité et la romanisation de l'écriture kirghize. Dans le cadre des manifestations post-électorales de 2020, le cabinet de Koubatbek Boronov est renversé. Bien qu'il soit initialement annoncé que les différents ministres resteraient en place, le gouvernement Japarov est finalement formé avec un personnel renouvelé. Almazbek Beichenaliev prend alors la place d'Isakov.
Le 12 novembre 2020, Isakov meurt d'une pneumonie dans un hôpital de Bichkek, après avoir contracté la Covid-19. Il est enterré dans la ville d'Och.
Le 17 février 2021, le conseil de direction de l'université d'État d'Och, qu'il a dirigé plusieurs années, prend la décision de renommer l'université en son honneur.